# Defensiemedaille voor Voortreffelijke Dienst (Denemarken)
De Defensiemedaille voor Voortreffelijke Dienst van het Koninkrijk Denemarken, Deens: "Forsvarets Medalje for Fremragende Tjeneste"), is een op 7 december 2009 ingestelde onderscheiding. De Chef-Staf van de Deense strijdkrachten verleent de medaille aan Denen en buitenlanders, militairen en burgerpersoneel, voor bijzondere verdienste voor de Deense Defensie.
Heren dragen de gouden medaille aan een tot een vijfhoek gevouwen wit zijden lint met twee brede rode banen op de linkerborst. Op klein tenue wordt door militairen een witte baton met twee rode banen gedragen. Op de voorzijde zijn de drie gaande leeuwen uit het Deense wapen afgebeeld.
De medaille is de opvolger van de eerdere Defensiemedaille voor Voortreffelijke Dienst in het Buitenland.
link
Medailles van Verdienste ·
Medaille voor Langdurige Dienst ·
Medaille "Ingenio et Arti" ·
Medaille voor Nobele Daden ·
Ereteken van het Deense Rode Kruis ·
Medaille van Verdienste voor de Groenlandse Onafhankelijkheid ·
Herinneringsmedaille aan de 70e Verjaardag van Hare Majesteit Koningin Margrethe
Herinneringsmedaille aan de 75e Verjaardag van Prins Henrik

Zie ook: Historische Orden van Denemarken · Onderscheidingen in Denemarken